# Berghesia coccinea
Berghesia coccinea är en måreväxtart som beskrevs av Christian Gottfried Daniel Nees von Esenbeck. Berghesia coccinea ingår i släktet Berghesia och familjen måreväxter. Inga underarter finns listade i Catalogue of Life.